# 毛科正統派猶太會堂

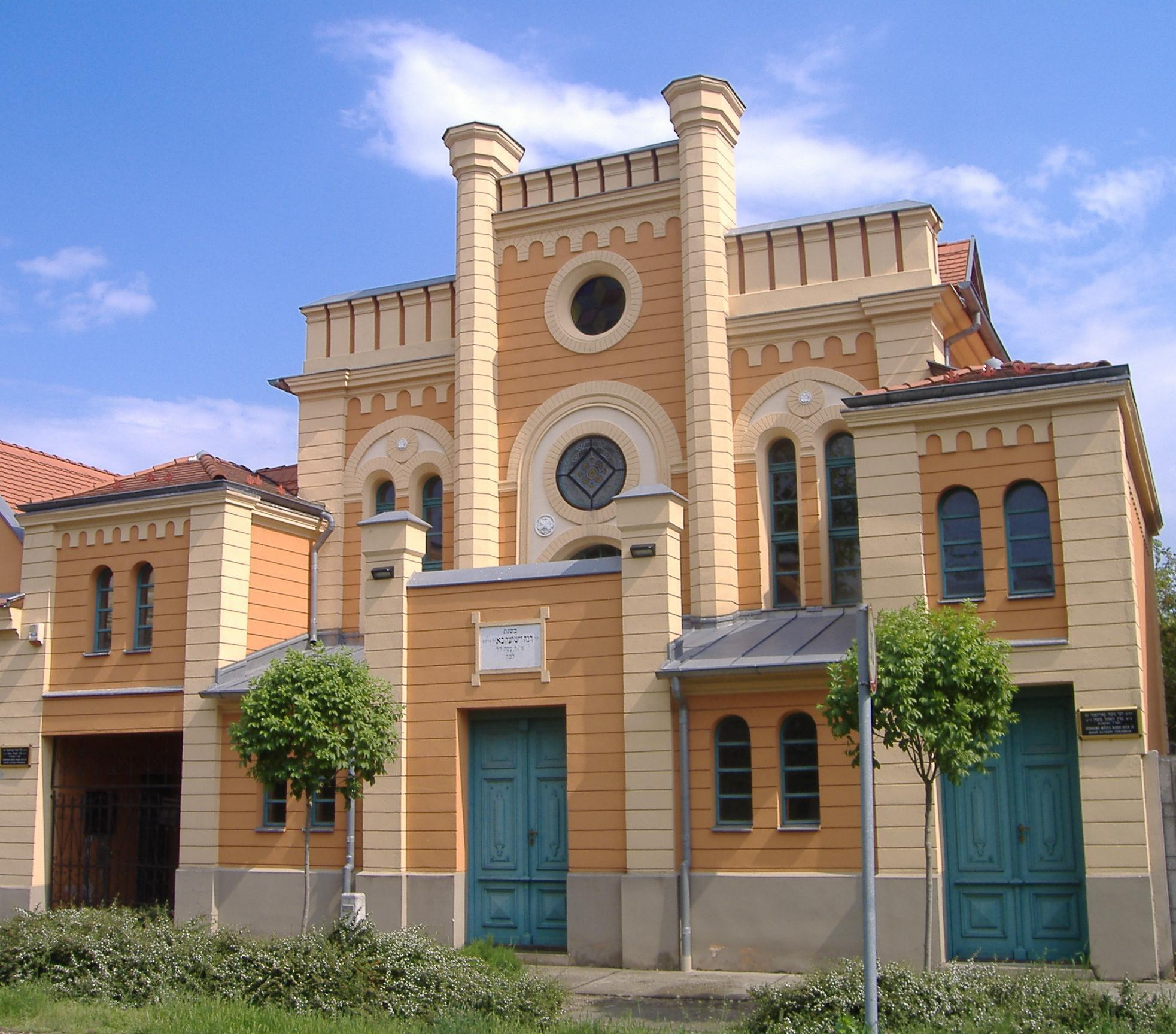

毛科正統派猶太會堂（Makó Orthodox Synagogue）是匈牙利城市毛科的一座猶太會堂，也是該市唯一的猶太會堂和匈牙利第二大正統派猶太會堂。這座猶太會堂修建於1895年。